# Antoine Vriens

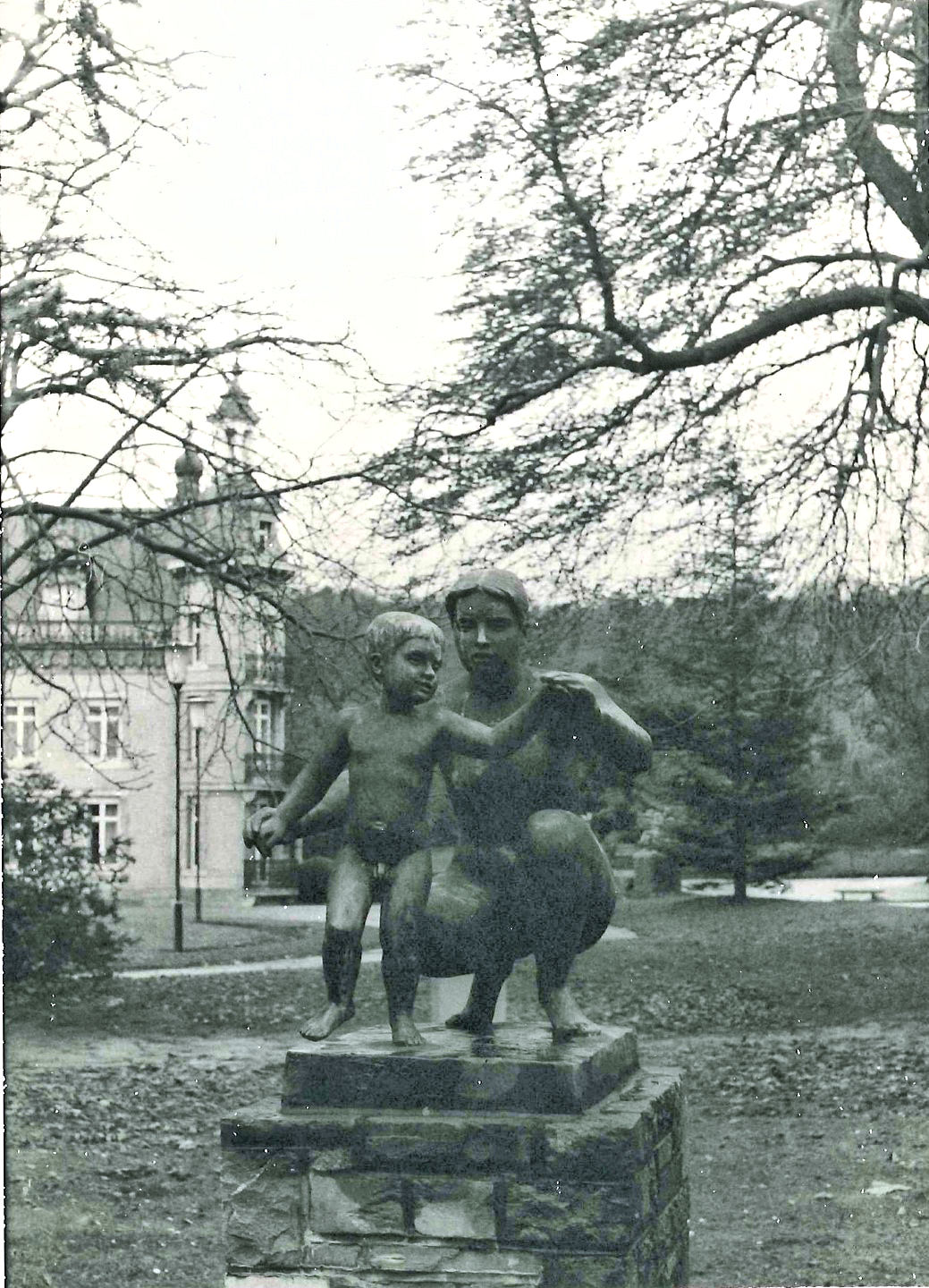
Moederschap (1954), in het Provinciaal Domein in Huizingen

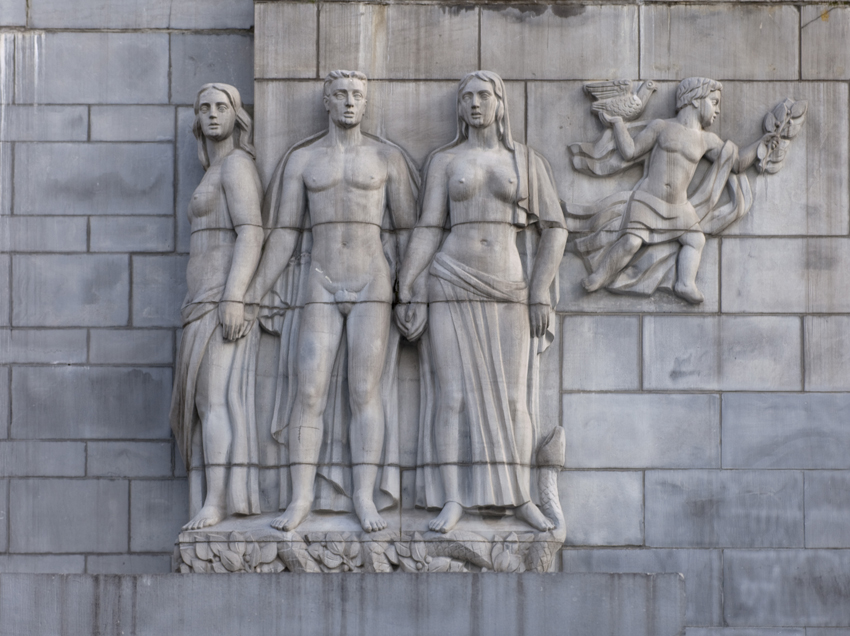
reliëf (1958) aan het Congrespaleis in Brussel

Antoine Ferdinand Joseph Vriens (Vorst, 9 augustus 1902 – Ukkel, 1987) was een Belgisch beeldhouwer, medailleur en tekenaar.

## Leven en werk
Antoine Vriens was een zoon van schilder Jules Marie Joseph Corneille Vriens en Marie Rosalie Pringels. Hij bezocht het atheneum in Oostende en werd vervolgens opgeleid aan de Academie in Sint-Gillis, als leerling van Léandre Grandmoulin en Maurice Lefèbvre, en de Koninklijke Academie voor Schone Kunsten van Brussel, als leerling van Isidore De Rudder en Paul Du Bois. Hij werkte een aantal jaren op het atelier van Alfred Courtens in Sint-Joost-ten-Node.
Vriens maakte figuren, gedenktekens, medailles en portretten, hij had een voorkeur voor het verbeelden van het vrouwelijk naakt. Hij werd in zijn ideeën over beeldhouwkunst beïnvloed door Charles Despiau en Aristide Maillol. Naast zijn monumentaal werk maakte hij ook kleinplastiek. De beeldhouwer nam deel aan diverse tentoonstellingen, waaronder salons van Antwerpen, Gent en Luik en de wereldtentoonstellingen van Brussel (1935), New York (1939) en Brussel (1958). Hij kreeg vermeldingen bij de Godecharlewedstrijd (1924, 1927), won de Prix de Rome (1929), ontving de Prijs voor Sierkunst van de provincie Brabant (1931), de Prijs voor Beeldhouwkunst van de Academie in Brussel (1934), een zilveren medaille in Milaan (1936) en een gouden in Parijs (1937).

## Enkele werken
- 1935 bas-reliëf bij de hoofdingang van het Palais de l'Alimentation (Paleis voor Voedingswaarden} op de wereldtentoonstelling in Brussel.
- 1938 reliëfs en dierfiguren voor het gemeentehuis van Vorst. Ook Jean Canneel, Fernand Debonnaires, Marnix D'Haveloose, Lucien Hoffman, Jacques Marin, Victor Rousseau, Paul Stoffyn, Georges Vandevoorde, Joseph Witterwulghe en Maurice Wolf verzorgden beeldhouwwerk voor het gemeentehuis.[6]
- 1939 beeld van koning Albert I, in militair tenue staande op een leeuw, getoond op de wereldtentoonstelling in New York.
- 1939 L'Effort, medaille (72 x 51 mm) ter gelegenheid van de Internationale Autonautique de Belgique in Luik
- Tijl Uilenspiegel van Charles De Coster, Wolvendaelpark, Ukkel.
- Besluiteloos (1942) en Zaaister (1949), collectie Koninklijke Musea voor Schone Kunsten van België. Beide aangekocht van Vriens.
- 1945-1949 beeld van de heilige Willibrordus in de Onze-Lieve-Vrouwekerk in Laken.
- 1954 Moederschap. Een exemplaar staat in het het Provinciaal Domein in Huizingen. Een ander exemplaar kwam terecht in het Reinier de Graaf Gasthuis in Delft, dit was oorspronkelijk geplaatst bij een Delfts zwembad.[7]
- 1958 reliëf aan het Congrespaleis, Kunstberg in Brussel. De voorstelling toont een man en twee vrouwen, met onder hen een slang, wat mogelijk verwijst naar de Hof van Eden. In 2007 werden bij het reliëf twee koperen plaquettes geplaatst, ter herinnering aan de hulp aan de Joden tijdens de Tweede Wereldoorlog.[8]
- 1959 buste van Lode Baekelmans, collectie Koninklijke Academie voor Nederlandse taal en letterkunde in Gent.
- 1964 Knielende naakte vrouw, collectie gemeente Sint-Gillis.
- 1972 marmeren buste van burgemeester Jacques Franck in het gemeentehuis van Sint-Gillis.
- gevelreliëf met portret van Jacques Franck aan de Munthofstraat 128 in Sint-Gillis.
- buste van schrijver Armand Bernier aan de Jupiterlaan in Vorst.
- bas-reliëf voor een schoenmaker Bally aan de Zuidstraat, hoek Steenstraat in Sint-Gillis.

- RKD-Nederlands Instituut voor Kunstgeschiedenis: 101934
- Virtual International Authority File: 316029458